# Charles Fox
Pour les articles homonymes, voir Charles Fox (homonymie) et Fox.
Charles Fox est un compositeur américain né le 30 octobre 1940 à New York, New York (États-Unis).

## Biographie
Il est le compositeur de la chanson Killing Me Softly with His Song en 1971.

## Filmographie
- 1961 : Wide World of Sports (série télévisée)
- 1967 : The Incident
- 1968 : Barbarella
- 1968 : Bataille au-delà des étoiles (The Green Slime)
- 1969 : Goodbye Columbus (Goodbye, Columbus)
- 1969 : Love, American Style (série télévisée)
- 1970 : Pufnstuf
- 1970 : The Bugaloos (série télévisée)
- 1970 : NFL Monday Night Football (série télévisée)
- 1970 : Pieds nus dans le parc (Barefoot in the Park) (série télévisée)
- 1971 : Making It
- 1971 : Star Spangled Girl
- 1972 : Me and the Chimp (série télévisée)
- 1972 : Women in Chains (téléfilm)
- 1972 : A Separate Peace
- 1972 : The Weekend Nun (téléfilm)
- 1973 : Going Places (téléfilm)
- 1973 : The Last American Hero
- 1973 : La Disparition (Dying Room Only) (téléfilm)
- 1973 : Le Flic ricanant (The Laughing Policeman)
- 1974 : Les Jours heureux ("Happy Days") (série télévisée)
- 1974 : The Stranger Within (téléfilm)
- 1974 : Aloha Means Goodbye (téléfilm)
- 1975 : Wonder Woman (thème de la série télévisée)
- 1975 : My Father's House (téléfilm)
- 1975 : Un jour, une vie (The Other Side of the Mountain), de Larry Peerce
- 1975 : The Legend of Valentino (téléfilm)
- 1976 : Target of an Assassin
- 1976 : La Duchesse et le Truand (The Duchess and the Dirtwater Fox), de Melvin Frank
- 1976 : La croisière s'amuse (téléfilm)
- 1976 : Un tueur dans la foule (Two-Minute Warning)
- 1976 : Victoire à Entebbé (Victory at Entebbe) (téléfilm)
- 1977 : The Love Boat II (téléfilm)
- 1977 : Blansky's Beauties (en) (série télévisée)
- 1977 : One on One (en)
- 1978 : Our Winning Season
- 1978 : The Paper Chase (en) (série télévisée)
- 1978 : Rainbow (téléfilm)
- 1979 : Out of the Blue (série télévisée)
- 1980 : Goodtime Girls (série télévisée)
- 1980 : The Last Married Couple in America
- 1980 : Little Darlings
- 1980 : Why Would I Lie?
- 1980 : Oh, God! Book 2
- 1980 : Comment se débarrasser de son patron (Nine to Five)
- 1981 : Aloha Paradise (série télévisée)
- 1982 : Six Pack
- 1982 : Zapped!
- 1982 : Love Child, de Larry Peerce
- 1983 : Trenchcoat
- 1983 : The Adventures of Bob & Doug McKenzie: Strange Brew
- 1983 : It's Not Easy (série télévisée)
- 1984 : Family Secrets (téléfilm)
- 1984 : He's Not Your Son (téléfilm)
- 1985 : Un singe à la maison (A Summer to Remember) (téléfilm)
- 1985 : Goodbye Charlie (téléfilm)
- 1985 : European Vacation
- 1985 : Doin' Time
- 1985 : George Burns Comedy Week (en) (série télévisée)
- 1986 : Les Bons tuyaux (The Longshot)
- 1986 : La Fleur ensanglantée (Blood & Orchids) (téléfilm)
- 1986 : Betrayed by Innocence (téléfilm)
- 1986 : Dear Penelope and Peter (téléfilm)
- 1986 : Parent Trap II (téléfilm)
- 1986 : Unnatural Causes (téléfilm)
- 1987 : Escroquerie à la mort (Deep Dark Secrets) de Robert Michael Lewis (téléfilm)
- 1987 : Christmas Comes to Willow Creek (en) (téléfilm)
- 1988 : Love at Stake
- 1988 : Baby M (téléfilm)
- 1988 : Appelez-moi Johnny 5 (Short Circuit 2)
- 1988 : Going to the Chapel (téléfilm)
- 1989 : Tarzan in Manhattan (téléfilm)
- 1989 : The Gods Must Be Crazy II
- 1990 : Rich Men, Single Women (téléfilm)
- 1990 : Papy Joe (A Family for Joe) (téléfilm)
- 1990 : Voices Within: The Lives of Truddi Chase (téléfilm)
- 1990 : L'Exorciste en folie (Repossessed)
- 1991 : Held Hostage: The Sis and Jerry Levin Story (téléfilm)
- 1991 : Absolute Strangers (téléfilm)
- 1992 : Crash Landing: The Rescue of Flight 232 (téléfilm)
- 1992 : Christmas in Connecticut (téléfilm)
- 1992 : In My Daughter's Name (téléfilm)
- 1993 : The Great O'Grady (téléfilm)
- 1993 : Woman on the Ledge (téléfilm)
- 1993 : La Chaîne brisée (The Broken Chain) (téléfilm)
- 1994 : Confessions: Two Faces of Evil (téléfilm)
- 1995 : Gordy
- 1996 : The Man Next Door (téléfilm)
- 1997 : Conan (série télévisée)
- 2001 : The Song of the Lark (téléfilm)
- 2002 : A Death in the Family (téléfilm)
- 2002 : Collected Stories (téléfilm)